# Jean Fouchet
Pour les articles homonymes, voir Fouchet.
Jean Fouchet (né le 9 juin 1918 à Alençon et décédé le 30 juin 1983 au Portugal) est un truquiste et graphiste français. Pionnier du motion design au cinéma, il a réalisé plus d'une centaine de génériques de films français et étrangers, principalement au cours des années 1960.

## Biographie
Diplômé en arts graphiques, Jean Fouchet commence sa carrière dans la typographie et l'édition puis rejoint, au cours de la Seconde Guerre mondiale, un grand laboratoire de cinéma comme technicien. Il exerce d'abord de nombreux métiers dans l'industrie cinématographique (maquettes plastiques, assistant-réalisateur, chef de plateau, décorateur, réalisateur publicitaire) avant d'être nommé en 1950 directeur technique de la société Lax, spécialisée dans les trucages et génériques.
Au tournant des années 1960, il fonde Les Productions F. L., spécialisées dans les trucages, génériques et films-annonces. Il devient également président de la section Effets spéciaux de la Commission supérieure technique de l'image et du son. À l'instar de Saul Bass aux États-Unis, Jean Fouchet instaure un tournant dans les génériques du cinéma français, jusqu'alors relativement classiques (avec une succession de cartons en fondu). Son style empreint de l'animation en mouvement modernise le genre en y ajoutant un dynamisme inédit et une plus grande créativité. Il sera suivi par de nombreux concepteurs : Michel François, Stan Bochenek, Georges Grammat ou encore Tito Topin.
En 1969, F. L. est racheté par la société de production Eurocitel, qui en fait son cœur de métier. Jean Fouchet poursuivra son activité en son sein durant quelques années, avant d'y mettre un terme en 1976 avec Le Locataire de Roman Polanski.

## Filmographie

### Maquettes plastiques
- 1945 : La Vie secrète des visages de Albert Guyot (court métrage).

### Réalisateur
- 1947 : Les Aventures de Guignol et Barbarin (6 épisodes).

### Assistant-réalisateur
- 1949 :
  - Ma tante de Jean Perdrix (court métrage)
  - L'Enfer des fards de Jean Perdrix (court métrage)
  - Les Compagnons de la ferme de Jean Perdrix (court métrage)
- 1950 :
  - Hôtel des Artistes : Émission indirecte de Jean Perdrix (court métrage)
  - Hôtel des Artistes : Loterie de Jean Perdrix (court métrage)
  - Hôtel des Artistes : Nocturne de Jean Perdrix (court métrage)
  - Hôtel des Artistes : Noirs et blancs de Jean Perdrix (court métrage)
  - Hôtel des Artistes : Saisie de Jean Perdrix (court métrage)
  - Hôtel des Artistes : Sombre affaire de Jean Perdrix (court métrage)
  - Noirmoutier, l'île par intermittences de Jean Perdrix (court métrage)

### Trucages et génériques
- 1958 : Les Seigneurs de la forêt de Henry Brandt et Heinz Sielmann
- 1960 :
  - Drame dans un miroir de Richard Fleischer
  - L'Affaire d'une nuit de Henri Verneuil
- 1961 :
  - Le Président de Henri Verneuil
  - L'Affaire Nina B. de Robert Siodmak
  - Le cave se rebiffe de Gilles Grangier
  - Léon Morin, prêtre de Jean-Pierre Melville
  - Les lions sont lâchés de Henri Verneuil
  - L'Année dernière à Marienbad de Alain Resnais
- 1962 :
  - Cartouche de Philippe de Broca
  - Les Sept Péchés capitaux de Claude Chabrol, Jacques Demy, Sylvain Dhomme, Jean-Luc Godard, Édouard Molinaro, Roger Vadim et Max Douy
  - Un singe en hiver de Henri Verneuil
  - Phaedra de Jules Dassin
  - La Dénonciation de Jacques Doniol-Valcroze
  - Arsène Lupin contre Arsène Lupin de Édouard Molinaro
  - Le Diable et les Dix Commandements de Julien Duvivier
  - Vivre sa vie de Jean-Luc Godard
  - Le Jour le plus long de Ken Annakin, Andrew Marton, Bernhard Wicki, Gerd Oswald et Darryl F. Zanuck
  - Gigot, le clochard de Belleville de Gene Kelly
  - Le Gorille a mordu l'archevêque de Maurice Labro
  - Le Couteau dans la plaie de Anatole Litvak
- 1963 :
  - La Baie des Anges de Jacques Demy
  - Mélodie en sous-sol de Henri Verneuil
  - Les Bonnes Causes de Christian-Jaque
  - Strip-tease de Jacques Poitrenaud
  - OSS 117 se déchaîne de André Hunebelle
  - Un drôle de paroissien de Jean-Pierre Mocky
  - Dragées au poivre de Jacques Baratier
  - À toi de faire... mignonne de Bernard Borderie
  - D'où viens-tu Johnny ? de Noël Howard
  - En compagnie de Max Linder de Maud Linder
  - Judex de Georges Franju
- 1964 :
  - La Bonne Soupe de Robert Thomas
  - L'Homme de Rio de Philippe de Broca
  - Les Parapluies de Cherbourg de Jacques Demy
  - Cherchez l'idole de Michel Boisrond
  - Monsieur de Jean-Paul Le Chanois
  - Banco à Bangkok pour OSS 117 de André Hunebelle
  - Un drôle de caïd de Jacques Poitrenaud
  - Contrepoint de Robert Enrico (court métrage)
  - Topkapi de Jules Dassin
  - Échappement libre de Jean Becker
  - Le Train de John Frankenheimer et Bernard Farrel
  - Allez France ! de Robert Dhéry
  - Un monsieur de compagnie de Philippe de Broca
  - Week-end à Zuydcoote de Henri Verneuil
  - L'Âge ingrat  de Gilles Grangier
- 1965 :
  - Les Copains de Yves Robert
  - Yoyo de Pierre Étaix
  - Le Corniaud de Gérard Oury
  - Le Majordome de Jean Delannoy
  - Le Tonnerre de Dieu de Denys de La Patellière
  - L'Homme d'Istambul de Antonio Isasi-Isasmendi
  - Un milliard dans un billard de Nicolas Gessner
  - La Métamorphose des cloportes de Pierre Granier-Deferre
  - Le Gendarme à New York de Jean Girault
  - Les Tribulations d'un Chinois en Chine de Philippe de Broca
- 1966 :
  - Paris au mois d'août de Pierre Granier-Deferre
  - La Piscine de Jacques Deray
  - Du rififi à Paname de Denys de La Patellière
  - Monnaie de singe de Yves Robert
  - L'Or et le Plomb de Alain Cuniot
  - Avec la peau des autres de Jacques Deray
  - Tendre Voyou de Jean Becker
  - Le Jardinier d'Argenteuil de Jean-Paul Le Chanois
  - La Grande Vadrouille de Gérard Oury
- 1967 :
  - Bang-bang de Serge Piollet
  - Les Demoiselles de Rochefort de Jacques Demy
  - Le Scandale de Claude Chabrol
  - Le Plus Vieux Métier du monde de Claude Autant-Lara, Mauro Bolognini, Philippe de Broca, Jean-Luc Godard, Franco Indovina et Michael Pfleghar
  - La Vingt-cinquième Heure de Henri Verneuil
  - Le Soleil des voyous de Jean Delannoy
  - Sept fois femme de Vittorio De Sica
  - Vivre pour vivre de Claude Lelouch
  - Oscar de Édouard Molinaro
  - Les Grandes Vacances de Jean Girault
  - Diaboliquement vôtre de Julien Duvivier
- 1968 :
  - La Blonde de Pékin de Nicolas Gessner
  - L'Homme à la Buick de Gilles Grangier
  - Alexandre le Bienheureux de Yves Robert
  - Les Cracks de Alex Joffé
  - Le Petit Baigneur de Robert Dhéry
  - La mariée était en noir de François Truffaut
  - Les Teenagers - Jeunes fauves en liberté de Pierre Roustang
  - Vivre la nuit de Marcel Camus
  - Ce sacré grand-père de Jacques Poitrenaud
  - Les oiseaux vont mourir au Pérou de Romain Gary
  - Le Gendarme se marie de Jean Girault
  - Mayerling de Terence Young
- 1969 :
  - Le Cerveau de Gérard Oury
  - Hibernatus de Édouard Molinaro
  - Clérambard de Yves Robert
- 1970 :
  - Borsalino de Jacques Deray
  - L'Aveu de Costa-Gavras
  - Le Bal du comte d'Orgel de Marc Allégret
  - La Dame dans l'auto avec des lunettes et un fusil de Anatole Litvak
- 1971 : Arsène Lupin (série télévisée)
- 1971 :
  - La Maison sous les arbres de René Clément
  - Ça n’arrive qu’aux autres de Nadine Trintignant
  - Un peu de soleil dans l'eau froide de Jacques Deray
  - La Folie des grandeurs de Gérard Oury
- 1972 : Hellé de Roger Vadim
- 1973 :
  - L'Impossible Objet de John Frankenheimer
  - Les Aventures de Rabbi Jacob de Gérard Oury
- 1976 : Le Locataire de Roman Polanski